# 张明园
张明园（1940年—），汉族，中华人民共和国政治人物、第十一届全国政协委员。

## 生平
担任中国残联副主席、上海市精神卫生工作领导小组办公室常务副主任。2008年，当选第十一届全国政协委员，代表社会福利和社会保障界，分入第四十八组。